# Zastava Arms
Zastava Arms (en serbio: Zastava Oružje) es una empresa de Serbia, único productor de armas de fuego en el país. La mayoría de su producción son armas portátiles derivadas del diseño del Kalashnikov soviético. 

## Historia
En 2000 Zastava Arms abandona el Grupo Zastava y pasa a denominarse Zastava namenski proizvodi d.p. El 22 de octubre de 2003 la denominación social se cambia a Zastava Arms.

## Productos

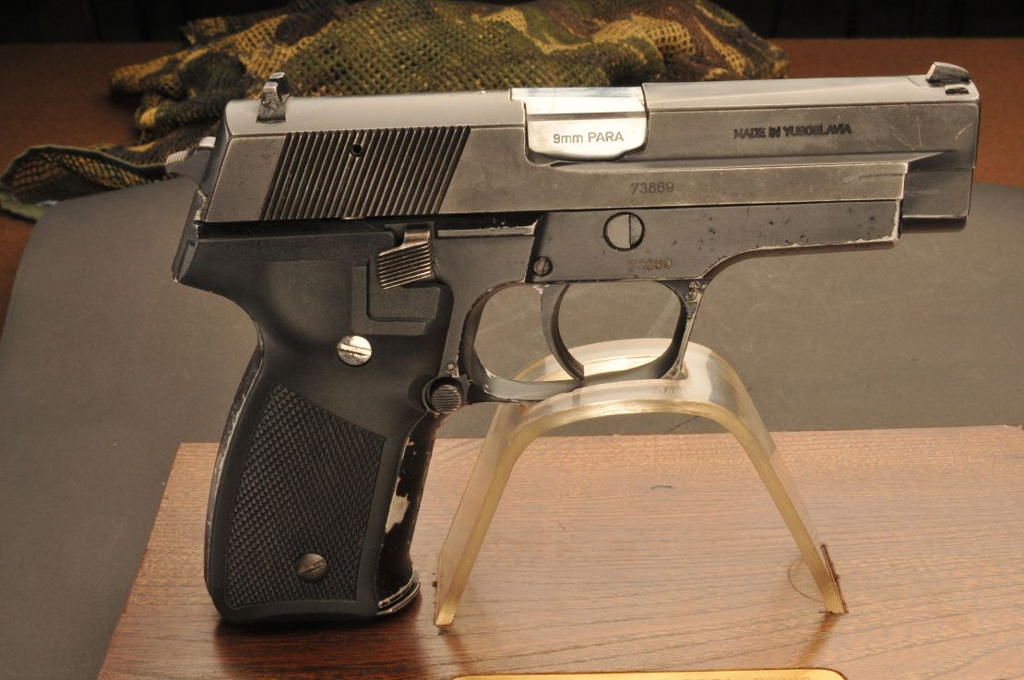
Pistola CZ 99 calibre 9x19 mm

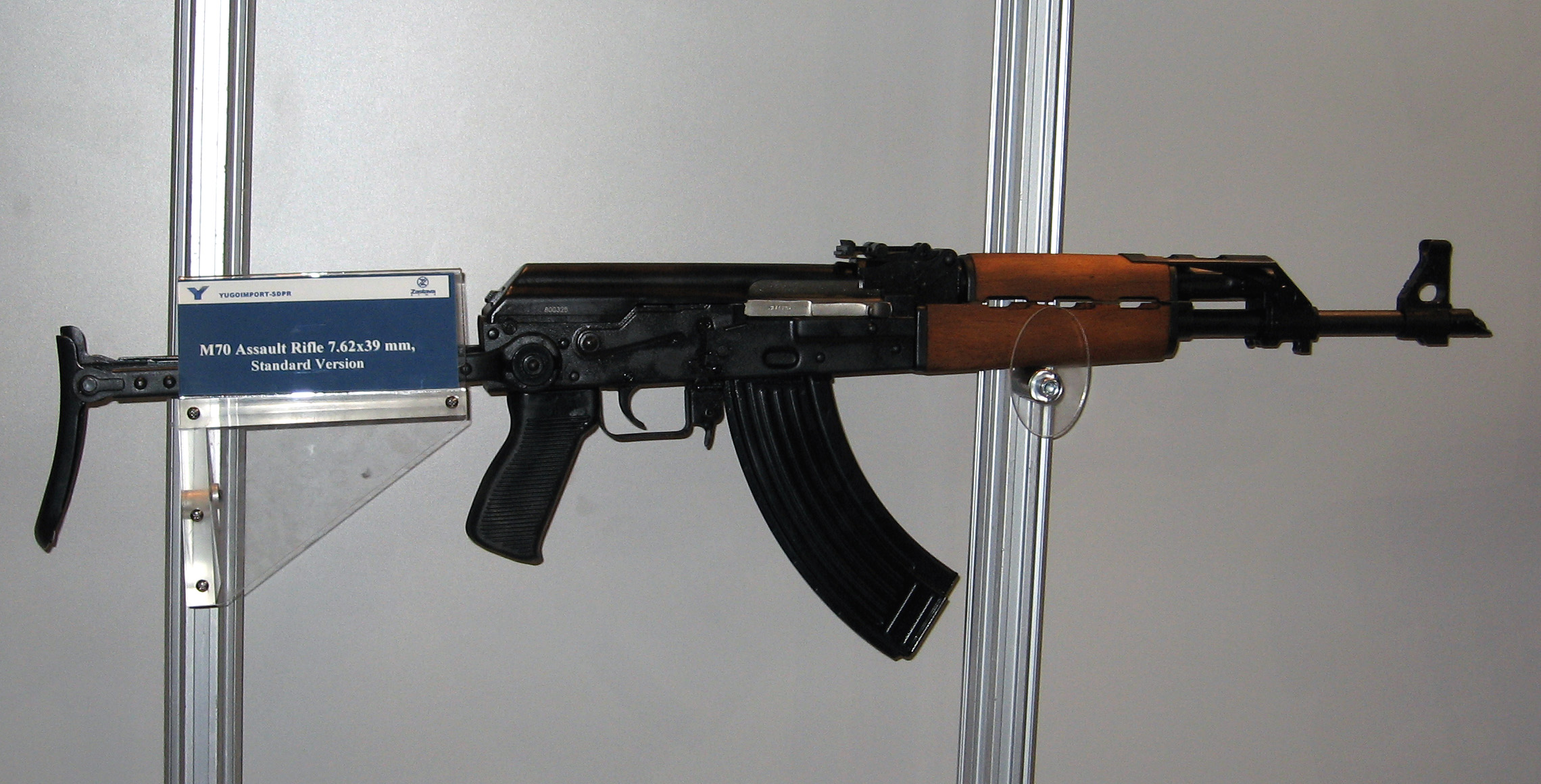
Fusil de asalto M70 calibre 7,62x39 mm

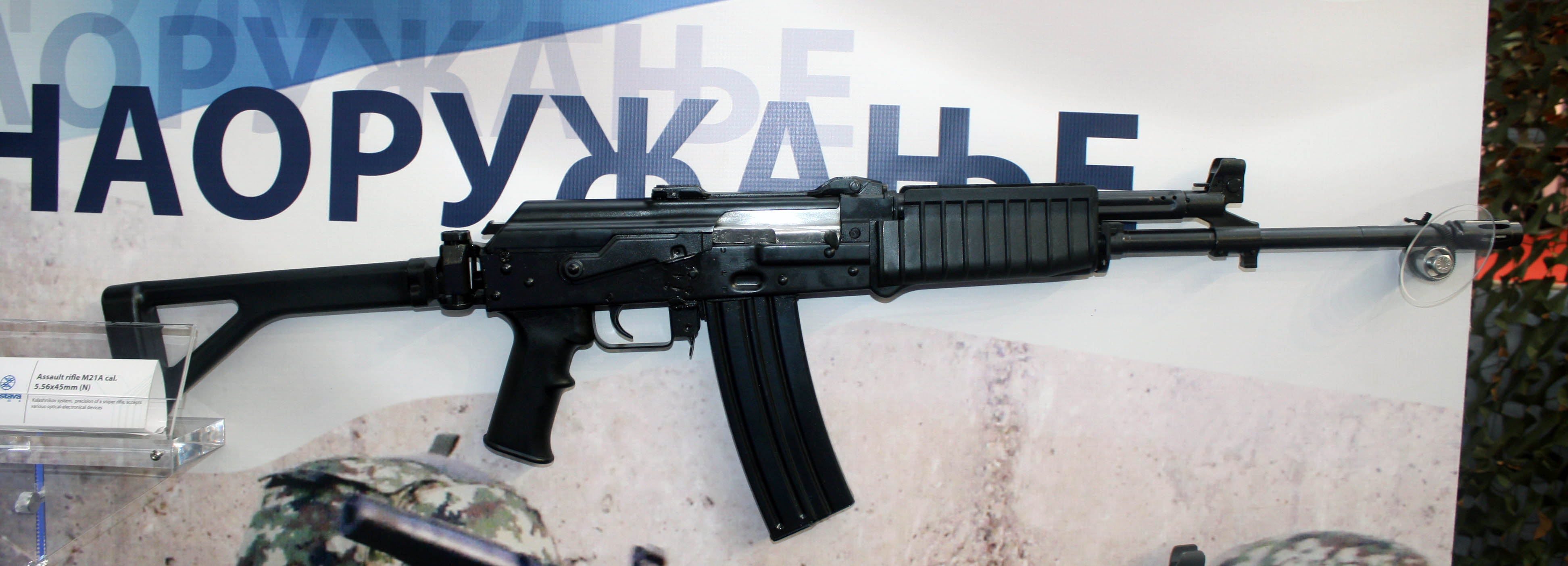
Fusil de asalto M21 calibre 5,56x45 mm

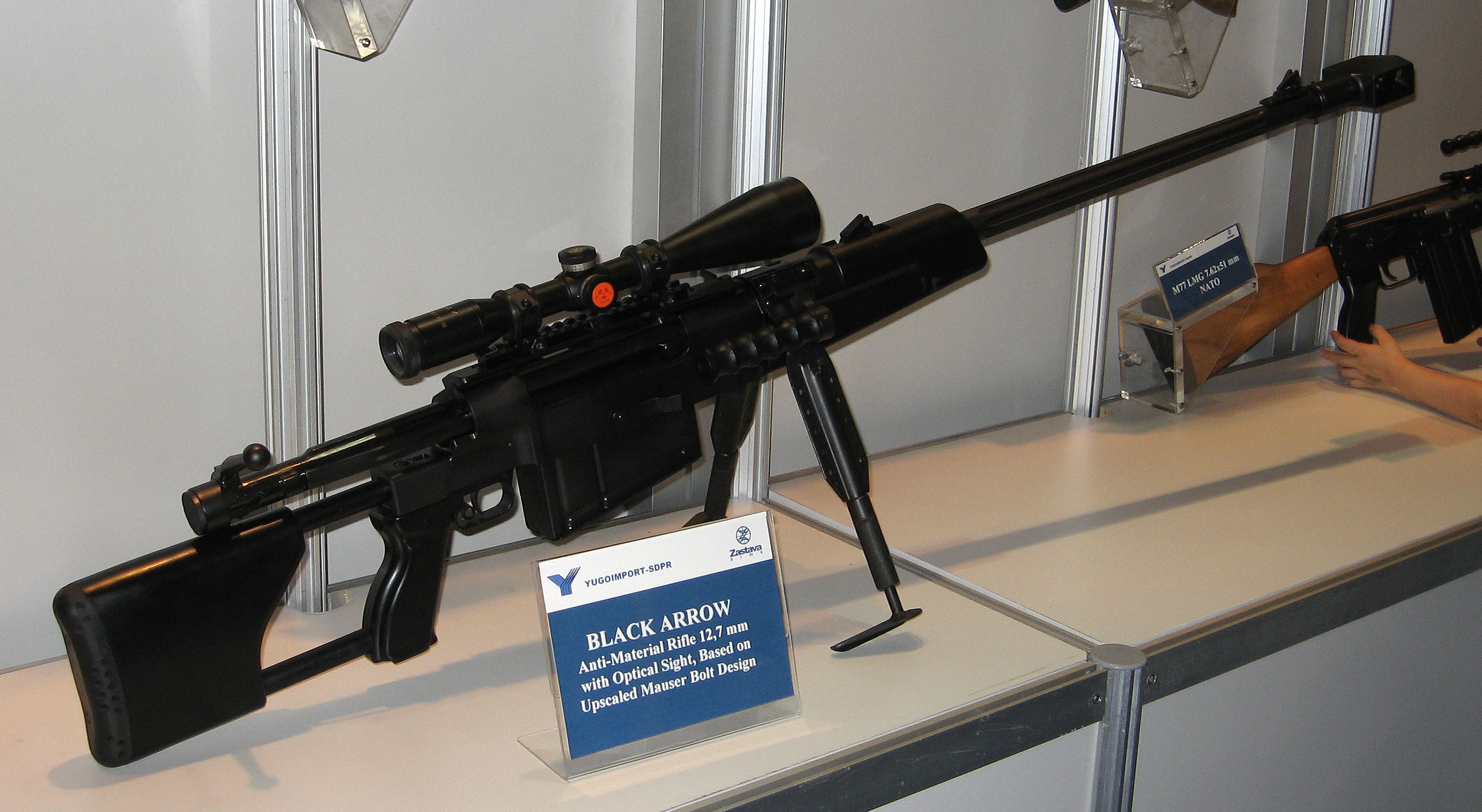
Fusil francotirador antimaterial M93 Black Arrow calibre .50 BMG

### Pistolas
- Zastava M57
- Zastava M70
- Zastava M88
- Zastava CZ 99
- Zastava EZ 9

### Rifles de asalto
- Zastava M70
- Zastava M21
- Zastava M05
- Zastava M92

### Ametralladoras
- Zastava M72
- Zastava M77
- Zastava M84
- Zastava M02 Coyote

### Rifles francotirador
- Zastava M76
- Zastava M91
- Zastava M07
- Zastava M93 Black Arrow
- Zastava M12 Black Spear

### Lanzagranadas
- Zastava M93 30 mm
- Zastava BPG 40 mm